# Lac de Gramolazzo
 (août 2022).
Le lac de Gramolazzo – en italien lago di Gramolazzo – est un lac de barrage italien sur le cours du Serchio di Gramolazzo à Minucciano, dans la province de Lucques, en Toscane.